# Santa Maria da Torre
Santa Maria da Torre is een plaats (freguesia) in de Portugese gemeente Amares en telt 402 inwoners (2001).

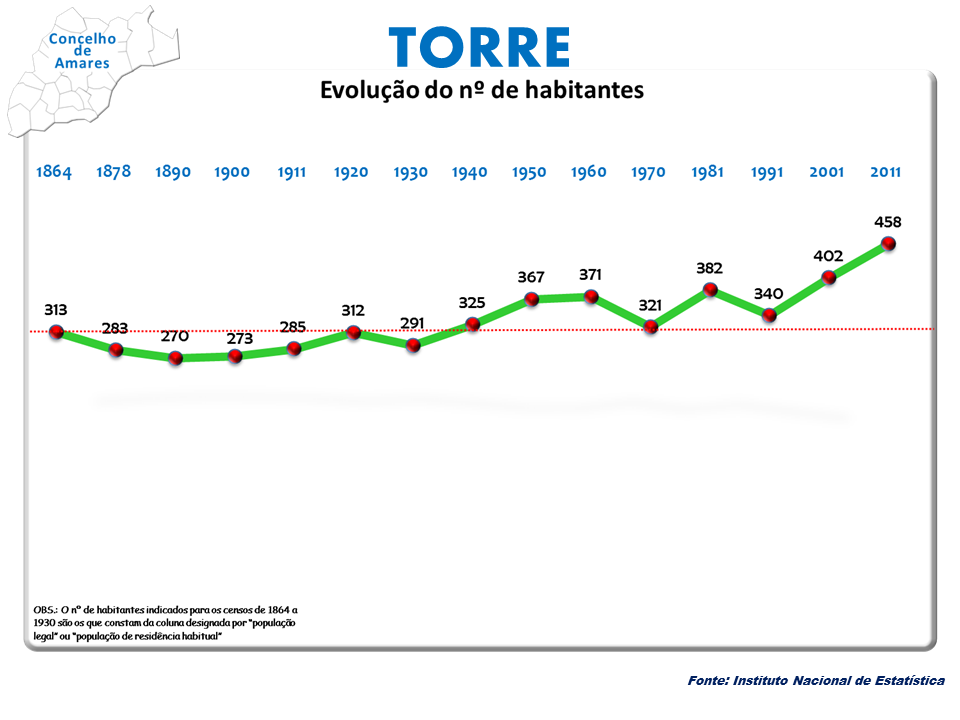
Bevolkingsontwikkeling tussen 1864 en 2011